# أحجار السماء
أحجار السماء ديوان شعري متأخر للشاعر التشيلي بابلو نيرودا، ألّفه في أواخر حياته بينما كان يعاني من المرض، ويُنظر إليه باعتباره من أبرز إنتاجاته الشعرية في تلك المرحلة.
ظهر الديوان أولاً بالإسبانية، قبل أن يُترجم إلى لغات عدة من بينها الإنجليزية والعربية. ونُشرت المجموعة قبل عام واحد من فوز نيرودا بجائزة نوبل للأدب عام 1971، الأمر الذي أضفى عليها قيمة خاصة ضمن مسيرته الإبداعية. وقد صدرت الترجمة العربية بعنوان «أحجار السماء» بترجمة سحر أحمد. تتمحور قصائد الديوان حول رؤية كونية للأحجار، لا باعتبارها مجرد عناصر طبيعية جامدة، بل بوصفها رموزاً تحمل معنى الخلود والثبات، وتجمع بين صلابة الأرض ونقاء السماء. ومن خلال هذه الرمزية، يعكس نيرودا في نصوصه انشغاله بأسئلة الوجود والمصير، جامعاً بين دوام الحجر وسعي الروح نحو التحليق.

## المحتوى
يتألف ديوان «أحجار السماء» من ثلاثين قصيدة قصيرة، كتبها بابلو نيرودا في سنواته الأخيرة، ويُعد بمثابة تأمل شعري في الطبيعة والوجود. تتخذ هذه القصائد من الأحجار والمعادن محوراً رمزياً رئيسياً، إذ يراها الشاعر كائنات تحمل ذاكرة الأرض وقوة الزمن، وتجسد في صلابتها دلالة على الصمود والاستمرار.
تركز القصائد على العلاقة بين الإنسان والطبيعة، حيث يقابل نيرودا بين هشاشة الجسد البشري وفناء الحياة من جهة، وبين خلود الأحجار وثباتها من جهة أخرى. ويمنح للأحجار صوتاً وصوراً حية، فتظهر كرموز للذاكرة والهوية والارتباط الروحي بالأرض والسماء.
يمزج الديوان بين البعد المادي للأحجار والبعد الكوني للسماء، مما يخلق خطاباً شعرياً يوازن بين التجربة الإنسانية الفردية والتأملات الكونية. تتداخل في النصوص موضوعات الحب والموت والصفاء الروحي، في محاولة لفهم المصير الإنساني عبر رمزية الحجر بوصفه شاهداً على الزمن.
يتميّز الأسلوب الشعري في هذا الديوان بالكثافة والرمزية، حيث يستخدم نيرودا صوراً مكثفة واستفهامات وجودية ليحوّل الجماد إلى كائن حي يحمل معنىً شعرياً وروحياً. وعلى الرغم من قصر هذه القصائد، فإنها تمنح القارئ انطباعاً شاملاً عن رؤية نيرودا للعالم في أواخر حياته، باعتبار الطبيعة لغةً للحكمة والخلود.

## التقييم
قيل عن الديوان في صحيفة ذا فيليدج فويس: "هذه المجموعة المؤلفة من ثلاثين قصيدة هي آخر أغنية حب يوجهها نيرودا إلى الأرض. كتب هذه القصائد وهو في صراع مع مرض السرطان، وكما يوحي العنوان، فإنه لا يتحدث عن أحجار عادية، بل عن أحجار كونية: أحجار توفّق بين الدوام الساكن ووضوح التحليق الروحي. وعندما يلتقي الشاعر بذاته المتبلورة، فإن اللقاء "يكتسب بريقاً غامضاً".

## اقتباس
أحجار السماء – القصيدة الحادية عشرة
من الانفجار إلى انقسام الحديد،
من الشق إلى الطريق،
من الزلزال إلى النار،
إلى الانعطاف، إلى النهر،
ذلك القلب من ماء السماء، قلب من ذهب،
ظل ساكناً،
وكل عرق من اليشب أو الكبريت
كان اندفاعاً، كان جناحاً،
كان قطرة نار أو ندى.
هل يعيش الحجر بلا حركة أو نمو؟
هل للعقيق البحري حقاً شفاه؟
لن أجيب، لأنني لا أستطيع؛
هكذا كانت، نشأة متقلّبة
الأحجار تتوهج وتنمو،

ومنذ ذلك الحين تعيش، في البرد، إلى الأبد.